# Cheick Oumar Sissoko
Cheick Oumar Sissoko, född 1945 i San, Mali, är en malisk filmregissör och politiker. Han har studerat filmskapande på skolan Ecole Nationale Louis Lumière  i Paris och jobbade därefter på Malis nationella filmcentrum. Han är grundare till filmbolaget Kora Film.
År 1995 vann Sissoko Guldhingsten på den panafrikanska filmfestivalen FESPACO för sin film Guimba, un tyran, une époque.
År 2002 slutade Sissoko att producera film, för att istället bli Malis kulturminister.

## Filmografi
- L'Ecole malienne (1982)
- Les Audiothèques rurales (1983)
- Sécheresse et exode rural (1984)
- Nyamanton, la leçon des ordures (1986)
- Finzan (1989)
- Etre jeune à Bamako (1992)
- L'Afrique bouge (1992)
- Problématique de la malnutrition (1993)
- Guimba, un tyran, une époque (1995)
- La Genèse (1999)
- Battù (2000)